# Radákszinye
Radákszinye (románul Răzbuneni) település Romániában, Kolozs megyében.

## Fekvése
Kolozsvártól 64 km-re északra, Déstől 15 km-re nyugatra, Alparét, Szóváros és Mánya közt fekvő település.

## Története
1507-ben Zynye néven említették először.
Lakossága a reformáció idején felvette az unitárius hitet, 1638-ban azonban I. Rákóczi György fejedelem rendelete miatt kénytelenek voltak áttérni a református vallásra.
A 17. századi tatárjárások során a falu lakossága megritkult, amiért román jobbágyokat telepítettek be. Az 1660-as évek végére már vegyes román - magyar lakosságú volt.
A trianoni békeszerződésig Szolnok-Doboka vármegye Dési járásához tartozott.

## Lakossága
1910-ben 467 lakosa volt, ebből 374 román, 90 magyar és 3 német nemzetiségűnek vallotta magát.
2002-ben 264 lakosából 250 román és 14 magyar volt.